# شيفيلد أتيركليف (دائرة انتخابية في المملكة المتحدة)
شيفيلد أتيركليف (بالإنجليزية: Sheffield, Attercliffe)‏ هي إحدى الدوائر الانتخابية في المملكة المتحدة الممثلة في مجلس العموم في برلمان المملكة المتحدة.
عضو البرلمان الذي يمثلها حالياً هو :Mr Clive Betts (Lab).